# Mercado de Abastos

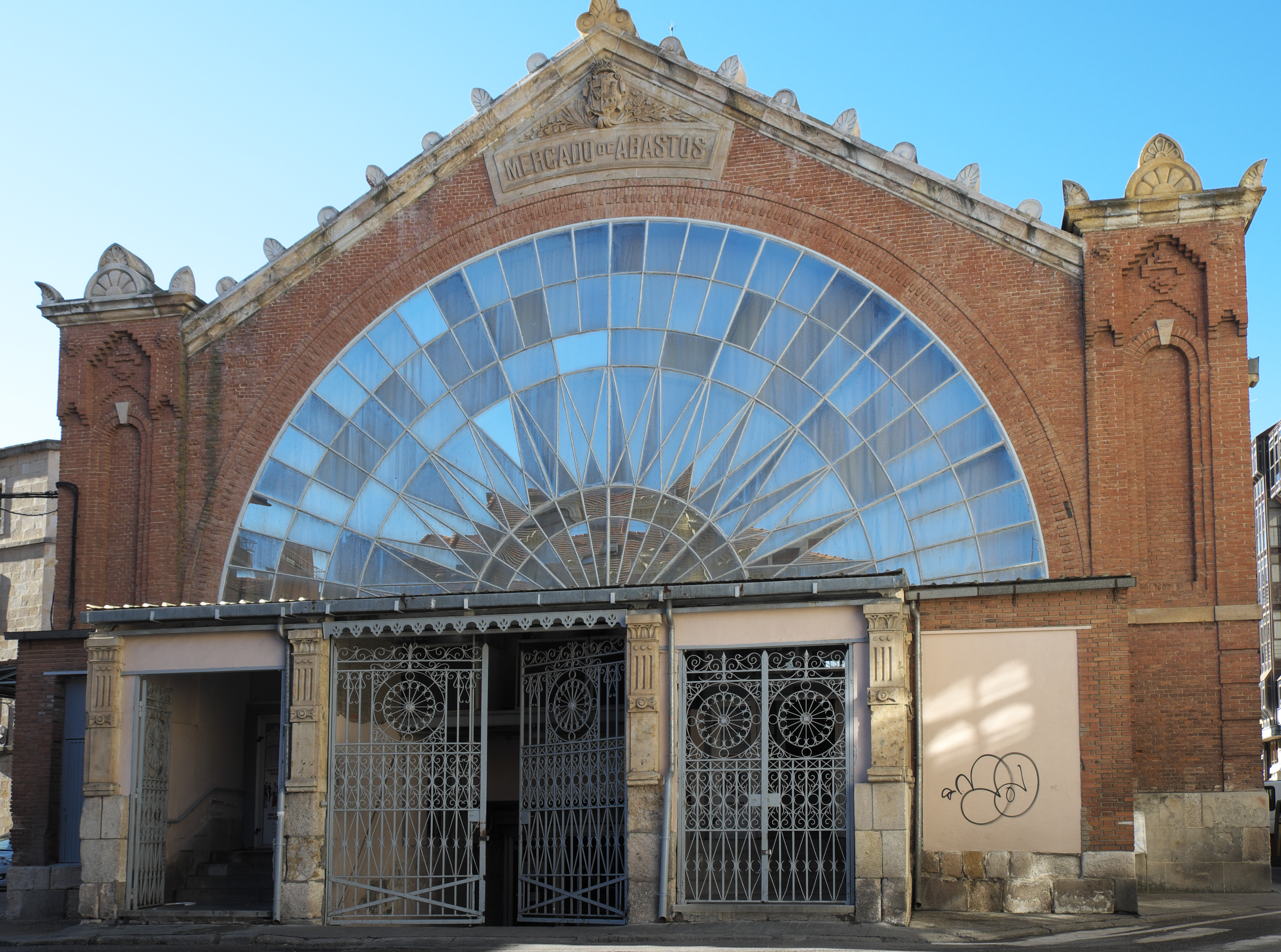
Mercado de Abastos

Der Mercado de Abastos ist eine Markthalle in Zamora, einer spanischen Stadt in der Autonomen Gemeinschaft Kastilien und León, die 1902 errichtet wurde.

## Geschichte
Die Markthalle wurde an der Stelle der abgebrochenen romanischen Kirche San Salvador de la Vid errichtet, weshalb sie auch als Mercado del Salvador bezeichnet wurde. Das zweigeschossige Gebäude im Stil des Modernisme wurde von dem Architekten Segundo Viloria Escarda entworfen und besteht aus einer Stahlkonstruktion mit gusseisernen Trägern und großen Glasflächen.